# 名京大教会
名京大教会（めいきょうだいきょうかい）は、天理教の大教会の一つであり、愛知県名古屋市千種区に存在する。現会長は四代目の諸井清忠。

## 歴史

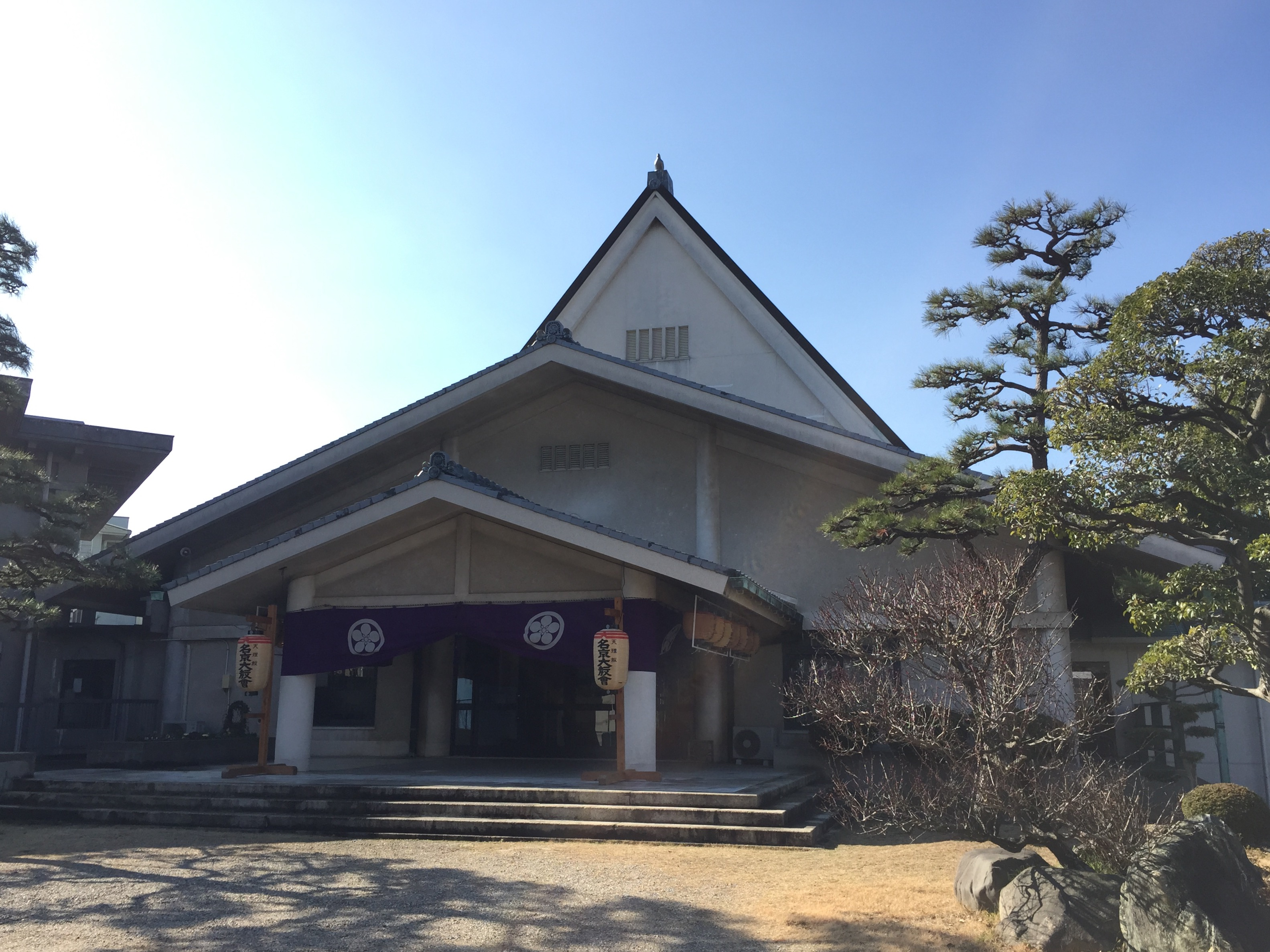
名京大教会神殿の写真

名京大教会の設立自体は大正時代ではあるが、そのルーツは遠江国山名郡広岡村下貫名に生まれた諸井國三郎が1889年（明治22年）4月25日に山名分教会として設立した教会にある。山名分教会は1909年（明治42年）2月2日に山名大教会と改称し、その勢力を順調に拡大していった。
しかし、大正年間に教会継承者が2人となる事態を生じ、その解決を図るために、山名大教会を分割することとなった。
1923年（大正12年）11月23日、天理教本部より名京大教会設立の認可が下り、名古屋市東区田代町字西畑53番地（のちに千種区春岡二丁目8番10号と住居表示変更）に敷地13200平方メートルの大教会として発足した。信仰の中心となる神殿は、1933年（昭和8年）に至ってようやく着工にこぎ着け、翌年竣工を迎えた。
1952年（昭和27年）6月、附属施設として名京保育園を開園している。しかし、1985年（昭和60年）には教会を離れ、創立者の長男にあたる横尾吉彦による経営に変わっている。また、同時に名称も春岡保育園および春岡夜間保育園と改められた。

### 歴代会長
- 初代 - 諸井忠彦
- 二代 - 諸井清彦
- 三代 - 諸井孝子
- 四代 - 諸井清忠（現会長）

## 部内教会
2017年1月現在、国内外の直轄分教会33か所と、その部内分教会69か所の計102の部内教会が存在する。
大教会のある名古屋市だけではなく、北は北海道、南は鹿児島県と、日本全国に広く分布している。
また、分離した教会に、愛知・益津・小牧・仙台・甲府・静岡・白羽・伊那大教会があり、さらに愛知大教会から幅下大教会が分離している。